# 埃西哈足球俱乐部
埃西哈足球俱乐部，西班牙埃西哈市的一个足球俱乐部。